# Jamal Lowe
Jamal Akua Lowe (Harrow, Inglaterra, Reino Unido, 21 de julio de 1994) es un jugador de fútbol profesional anglo-jamaicano que juega como delantero y su club es el Sheffield Wednesday F. C. de la EFL Championship de Inglaterra. Jugó para el equipo de Inglaterra C antes de hacer su debut internacional absoluto con Jamaica en 2021.
Comenzó su carrera como jugador profesional con Barnet en 2012. Después de varios períodos de préstamo, jugó brevemente para St Albans City y Hemel Hempstead Town. Se unió a Hampton & Richmond Borough en 2015 antes de mudarse al Portsmouth dos años después, donde pasó dos temporadas con el club. Fue fichado por el Wigan Athletic en 2019 y se unió al Swansea City en 2020.

## Carrera

### Barnet
Lowe apareció por primera vez para el primer equipo de los Bees en febrero de 2011 en la Herts Senior Cup contra Hadley. En la temporada 2011-12, Lowe anotó 19 goles para el equipo sub-18 de Barnet. Hizo su debut en la liga el 25 de agosto de 2012, en una derrota por 3-1 contra el York City en Underhill, y entró como suplente tardío de Curtis Weston. Después de hacer una segunda aparición como suplente contra Gillingham, el técnico Mark Robson le dio su primera apertura el 15 de septiembre en una derrota por 3-0 contra Bradford City.
Lowe firmó un contrato profesional con los Bees en octubre de 2012. Hizo su debut en la Copa FA el 3 de noviembre, entrando como suplente en la segunda mitad de la derrota por 2-0 ante el Oxford United en la primera ronda. En diciembre de 2012, fue cedido al Hayes & Yeading United. Se incorporó a Boreham Wood el 15 de febrero de 2013.
El 15 de agosto de 2013, Lowe se unió a Hitchin Town en calidad de préstamo. Su cuarta cesión fuera del club comenzó cuando se incorporó al St Albans City el 22 de noviembre. Luego, su quinto período de préstamo llegó cuando se unió a Farnborough el 28 de febrero de 2014. Lowe fue incluido en la lista de transferencias al final de la temporada 2013-14. El técnico Martin Allen dijo: "Es un buen muchacho que ha trabajado duro y lo ha hecho bien en los dos partidos que ha jugado, pero necesito traer a otro delantero y esto empujará a Jamal más adelante".
En 2014-15, Lowe hizo dos apariciones como suplente de los Bees antes de unirse a Hemel Hempstead Town en un préstamo de tres meses. El 16 de enero de 2015, dejó Barnet de forma permanente para unirse a St Albans City. Al final de la temporada se reincorporó a Hemel Hempstead Town. Después de 11 partidos de liga, se unió al Hampton & Richmond Borough.

### Portsmouth
El 28 de octubre de 2016, Portsmouth acordó los términos para fichar a Lowe por una cifra no revelada en un contrato de 18 meses.
En enero de 2018, Lowe firmó un nuevo contrato que lo mantiene en Fratton Park hasta 2021.

### Wigan Athletic
El 1 de agosto de 2019, Lowe firmó un contrato de tres años con el Wigan Athletic por una cifra no revelada. Marcó su primer gol con el club el 20 de octubre de 2019 contra el Nottingham Forest.

### Swansea City
El 27 de agosto de 2020, Lowe se unió al club de la English Football League Championship Swansea City por £ 800,000, firmando un contrato de tres años con opción a un año más. Marcó su primer gol con el Swansea en la victoria por 2-0 sobre el Wycombe Wanderers el 26 de septiembre de 2020.

### AFC Bournemouth
El 31 de agosto de 2021, Lowe firmó un contrato de tres años con los rivales de Swansea, el AFC Bournemouth, y se unió por un monto de £ 1,5 millones.

## Selección nacional
A pesar de haber nacido en Inglaterra y haber jugado anteriormente para la selección de Inglaterra C, en marzo de 2021 Lowe recibió su primera convocatoria para la selección de Jamaica. Esto se produjo como parte del intento de la Federación de Fútbol de Jamaica de apuntar a varios jugadores nacidos en Inglaterra para llamarlos en un intento por mejorar las posibilidades de que Jamaica se clasifique para la Copa del Mundo de 2022. El 25 de marzo de 2021, Lowe anotó su primer gol en su debut en la derrota por 4-1 ante Estados Unidos.

## Vida personal
Nacido en Inglaterra, Lowe es de ascendencia jamaicana. Lowe trabajó como profesor de educación física mientras jugaba fútbol fuera de la liga. Es amigo de Nicke Kabamba y Junior Morias.

## Estadísticas

### Club
| Club                              | Temporada | Liga                             | Liga     | Liga  | FA Cup   | FA Cup | League Cup | League Cup | Otro     | Otro  | Total    | Total |
| Club                              | Temporada | División                         | Partidos | Goles | Partidos | Goles  | Partidos   | Goles      | Partidos | Goles | Partidos | Goles |
| --------------------------------- | --------- | -------------------------------- | -------- | ----- | -------- | ------ | ---------- | ---------- | -------- | ----- | -------- | ----- |
| Barnet                            | 2010–11   | League Two                       | 0        | 0     | 0        | 0      | 0          | 0          | 2        | 0     | 2        | 0     |
| Barnet                            | 2011–12   | League Two                       | 0        | 0     | 0        | 0      | 0          | 0          | 1        | 1     | 1        | 1     |
| Barnet                            | 2012–13   | League Two                       | 8        | 0     | 1        | 0      | 0          | 0          | 2        | 2     | 11       | 2     |
| Barnet                            | 2013–14   | Conference Premier               | 3        | 0     | —        | —      | —          | —          | 0        | 0     | 3        | 0     |
| Barnet                            | 2014–15   | Conference Premier               | 2        | 0     | —        | —      | —          | —          | 0        | 0     | 2        | 0     |
| Barnet                            | Total     | Total                            | 13       | 0     | 1        | 0      | 0          | 0          | 5        | 3     | 19       | 3     |
| Hayes & Yeading United (préstamo) | 2012–13   | Conference South                 | 3        | 3     | —        | —      | —          | —          | 0        | 0     | 3        | 3     |
| Boreham Wood (préstamo)           | 2012–13   | Conference South                 | 3        | 0     | —        | —      | —          | —          | 0        | 0     | 3        | 0     |
| Hitchin Town (préstamo)           | 2013–14   | Southern League Premier Division | 13       | 1     | 2        | 0      | —          | —          | 3        | 0     | 19       | 1     |
| St Albans City (préstamo)         | 2013–14   | Southern League Premier Division | 16       | 5     | —        | —      | —          | —          | 1        | 0     | 17       | 5     |
| Farnborough (préstamo)            | 2013–14   | Conference South                 | 5        | 0     | —        | —      | —          | —          | 0        | 0     | 5        | 0     |
| Hemel Hempstead Town (préstamo)   | 2014–15   | Conference South                 | 9        | 2     | 5        | 1      | —          | —          | 1        | 2     | 15       | 5     |
| St Albans City                    | 2014–15   | Conference South                 | 14       | 1     | —        | —      | —          | —          | 0        | 0     | 14       | 1     |
| Hemel Hempstead Town              | 2015–16   | National League South            | 11       | 1     | 3        | 0      | —          | —          | 1        | 1     | 15       | 2     |
| Hampton & Richmond Borough        | 2015–16   | Isthmian League Premier Division | 26       | 14    | —        | —      | —          | —          | 2        | 1     | 28       | 15    |
| Hampton & Richmond Borough        | 2016–17   | National League South            | 22       | 15    | 2        | 2      | —          | —          | 4        | 5     | 28       | 22    |
| Hampton & Richmond Borough        | Total     | Total                            | 48       | 29    | 2        | 2      | —          | —          | 6        | 6     | 56       | 37    |
| Portsmouth                        | 2016–17   | League Two                       | 14       | 4     | —        | —      | —          | —          | —        | —     | 14       | 4     |
| Portsmouth                        | 2017–18   | League One                       | 44       | 6     | 1        | 0      | 0          | 0          | 5        | 2     | 50       | 8     |
| Portsmouth                        | 2018–19   | League One                       | 45       | 15    | 4        | 1      | 1          | 0          | 5        | 1     | 55       | 17    |
| Portsmouth                        | Total     | Total                            | 103      | 25    | 5        | 1      | 1          | 0          | 10       | 3     | 119      | 29    |
| Wigan Athletic                    | 2019–20   | Championship                     | 46       | 6     | 1        | 0      | 1          | 0          | —        | —     | 48       | 6     |
| Swansea City                      | 2020–21   | Championship                     | 44       | 14    | 2        | 0      | 1          | 0          | —        | —     | 47       | 14    |
| AFC Bournemouth                   | 2021–22   | Championship                     | 34       | 7     | 1        | 0      | 1          | 0          | —        | —     | 36       | 7     |
| Total                             | Total     | Total                            | 362      | 94    | 22       | 4      | 3          | 0          | 27       | 15    | 415      | 113   |

### Selección nacional
| Selección | Año   | Partidos | Goles |
| --------- | ----- | -------- | ----- |
| Jamaica   | 2021  | 3        | 1     |
| Jamaica   | 2022  | 1        | 1     |
| Total     | Total | 4        | 2     |

Las puntuaciones y los resultados enumeran el recuento de goles de Jamaica en primer lugar, la columna de puntuación indica la puntuación después de cada gol de Lowe.
| N.º | Fecha               | Lugar                                             | Adversario     | Gol | Resultado | Competencia                         |
| --- | ------------------- | ------------------------------------------------- | -------------- | --- | --------- | ----------------------------------- |
| 1   | 25 de marzo de 2021 | Estadio Wiener Neustadt, Wiener Neustadt, Austria | Estados Unidos | 1–2 | 1–4       | Partido amistoso                    |
| 2   | 7 de junio de 2022  | Idenpendence Park, Kingston, Jamaica              | Surinam        | 3–1 | 3–1       | 2022-23 CONCACAF Liga de Naciones A |

## Premios y reconocimientos

### Club
AFC Bournemouth
- Subcampeón de EFL 2021-22[38]

Hampton & Richmond Borough
- Isthmian League  2015-16[39]

Portsmouth
- EFL League Two 2016-17[40]
- EFL Trophy 2018-19[41]

### Individual
- Equipo del año de la PFA 2018-19 League One[42]